# Lost Planet Airmen
Lost Planet Airmen (1951) este un film științifico-fantastic de 65 de minute regizat de Fred C. Brannon după un scenariu de Royal K. Cole și William Lively. Filmul este o refacere a episodului al 12-lea din seria de filme King of the Rocket Men produsă de Republic Pictures.

## Povestea
Tinerii membri ai unui grup științific zboară cu noile rachete cu reglaj electric pentru a contracara acțiunile sabotorului cunoscut doar ca Dr. Vulcan.